# AT&T
AT&T Inc (NYSE: T) — одна з найбільших американських телекомунікаційних компаній. Є найбільшим постачальником як місцевого так і дальнього зв'язку в США, а також є другим за розміром провайдером бездротових послуг в США (81,6 млн користувачів). Загальна кількість клієнтів AT&T більше 150 млн. Штаб-квартира — в Далласі, штат Техас.

## Історія
Компанія American Telephone and Telegraph (AT&T Corporation) була створена в 1885 році. Тривалий час була монополістом на ринку дальнього і місцевого зв'язку США. У 1983–1984 роках під тиском Міністерства юстиції США в рамках антитрестового процесу виділила бізнес-сегмент місцевої телефонії і зосередилася на послугах телекомунікації.
Одна з виділених в 1984 році компаній отримала найменування Southwestern Bell Corporation. У 1995 році ця компанія змінила назву на SBC Communications. У 2005 році SBC, ставши до того часу найбільшим телекомунікаційним холдингом США, придбала за $ 16 млрд саму AT&T, з якої колись виділилася. При цьому назва AT&T перейшла до об'єднаної компанії.
У березні 2006 року AT&T домовилася про покупку компанії BellSouth за $ 67 млрд, в результаті чого 29 грудня 2006 року була створена найбільша телекомунікаційна компанія США (ця покупка дозволила AT&T обігнати колишнього лідера — Verizon).

## Власники та керівництво
Ринкова капіталізація компанії на 2010 рік — $ 111 950 000 000.
Голова ради директорів і головний керівник  — Рендалл Стівенсон.

## Діяльність
Компанія надає послуги в області телефонії, телекомунікації, доступу в інтернет, кабельного телебачення та ін. На початок 2006 року AT&T обслуговувала понад 50 млн телефонних ліній. Загальна кількість зайнятих — 294,6 тис. чоловік.
Чисельність персоналу — 303,5 тис. осіб. Виручка компанії за 2010 рік склала $ 124,28 (за 2009 рік — $ 122 510 000 000), операційний прибуток — $ 19 570 000 000 ($ 21,0 млрд), чистий прибуток — $ 20 180 000 000 ($ 12,44 млрд).

### Проблеми в діяльності
30 березня 2024 року, AT&T заявила, що інформація з 73 мільйонів поточних і колишніх облікових записів були оприлюднені в мережі Даркнет. В тому числі, у відкритому доступі опинилися номери соціального страхування та інша важлива особиста інформація. Звідки саме і як стався витік даних, поки що невідомо, однак вже відомо, що AT&T не поспішала вживати заходи безпеки, щоб попередити своїх клієнтів. Якщо підозри підтвердяться, то більш за все, компанія AT&T скоро зіткнеться з груповими позовами.